# Charentenay
Charentenay település Franciaországban, Yonne megyében. Lakosainak száma 286 fő (2022. január 1.). Charentenay Migé, Courson-les-Carrières, Fontenay-sous-Fouronnes, Fouronnes, Mouffy és Val-de-Mercy községekkel határos.

## Népesség
A település népességének változása:
| Lakosok száma | 309  | 305  | 311  | 297  | 289  | 281  | 281  | 282  | 286  |
|               | 2013 | 2015 | 2016 | 2017 | 2018 | 2019 | 2020 | 2021 | 2022 |